# Сюркуф (подводная лодка)
Сюрку́ф (фр. Surcouf (N N 3)) — французская подводная лодка. Проект носил название «sous-marin de bombardement» — «подводная лодка для обстрела» или «артиллерийская подводная лодка».
Спущена на воду 18 октября 1929 года, введена в состав флота в мае 1934-го. Названа в честь знаменитого капера Робера Сюркуфа, была крупнейшей подводной лодкой в мире до постройки японских лодок I-400.
Предназначалась для крейсерских действий на океанских коммуникациях, и помимо торпедного вооружения (боезапас 22 торпеды), обычного для подлодок, была вооружена двумя 203-мм орудиями, несла гидросамолёт предназначенный для разведки и корректировки артогня. Водоизмещение — 2880 тонн в надводном и 4330 тонн в подводном положении. Длина — 110 метров, дальность плавания — 12 тысяч миль. Являлась вершиной попыток, предпринятых после окончания Первой мировой войны, соединить в рамках одного корабля скрытность подводной лодки и огневую мощь надводного корабля. Ещё одной особенностью подлодки Сюркуф являлась способность вести артиллерийский огонь в полупогруженном положении.
Погибла при невыясненных обстоятельствах, предположительно 18 февраля 1942 года.

## Конструкция и история создания
Поскольку подписанный в 1922 году Вашингтонский договор наложил существенные ограничения на тоннаж и численность надводных кораблей, но не содержал никаких упоминаний о подводных лодках, почти все ведущие морские державы сделали попытку создать подводные лодки, способные выполнять роль крейсеров.
В 1927 году во Франции была заложена серия из трёх крейсерских субмарин, первой и единственной достроенной лодкой в которой был «Сюркуф». Практически сразу после постройки лодки в силу вступил Лондонский морской договор ограничивший главный артиллерийский калибр подлодок 155-мм орудиями. Специальной оговоркой в договоре для «Сюркуфа» было сделано исключение, но дальнейшее строительство лодок серии было невозможно.
Подводная лодка была вооружена восемью торпедными аппаратами калибра 500 мм и четырьмя калибра 400 мм. Для ведения надводного артиллерийского боя предназначались два морских орудия 203мм/50 образца 1924 года, в спаренной башенной установке. Калибр орудий соответствовал главному калибру тяжёлых крейсеров, боекомплект орудия составлял 60 снарядов. Управление огнём осуществлялось с помощью механического вычислительного прибора и оптического дальномера с пятиметровой базой, обеспечивавшего замеры на дальности до 11 км. Для разведки и корректировки огня на дальних дистанциях лодка несла гидросамолёт Besson MB.411 в герметичном ангаре. На крыше ангара были установлены два 37-мм зенитных орудиях и четыре 13.2-мм пулемета.
- Изначальный облик в 1932 году
- Окраска образца 1934 года
- Вид в 1938 году: радиомачты убраны, рубка переделана
- Вид в 1940 году, «Сражающаяся Франция», двухцветная окраска и британский тактический номер 17P

## Служба
До начала Второй мировой войны «Сюркуф» совершил много визитов в иностранные порты, демонстрируя военную мощь Франции. Начало войны застало лодку на Французских Антилах. 26 сентября 1939 года лодка в составе эскорта британского конвоя KJ-2 отплыла с Ямайки во Францию, и по прибытии была помещена для ремонта в сухой док в Брестe.

### Начало Второй мировой войны
На момент нападения гитлеровской Германии на Францию в 1940 году, лодка все ещё находилась на ремонте в Брестe. С одним работающим двигателем и заклиненным рулём лодке удалось пересечь Ла-Манш и прибыть в Портсмут.
В июне 1940 года, в ходе Операции «Катапульта», находящиеся в английских портах французские корабли были взяты под контроль британскими моряками и морскими пехотинцами. «Сюркуф» оказался единственным французским кораблем, команда которого попыталась оказать вооруженное сопротивление, в результате инцидента погибли два британских офицера и матрос, а также французский мичман. Значительная часть экипажа лодки, 136 человек, за исключением двух офицеров и 14 матросов, отказалась от дальнейшей службы в рядах «Сражающейся Франции» и была отправлена в лагерь военнопленных в Ливерпуле.

### Флот Сражающейся Франции
Экипаж был заново сформирован из французских моряков, находящихся в Англии, большая часть из которых не была подводниками. Капитаном был назначен один из двух оставшихся офицеров — Луи Блезон (фр. Louis Nicolas Blaison), к лодке были прикомандированы британский офицер связи и два матроса.
Лодка была перебазирована в канадский порт Галифакс, в котором базировались ещё несколько французских кораблей, и приняла участие в эскортировании трансатлантических конвоев на первом участке маршрута, а затем была отправлена на поиск плавучих баз немецких подводных лодок. В августе 1941 года лодка прибыла в Портсмут на ремонт. Ремонтные работы были крайне затруднены из-за нестандартной конструкции и оборудования уникальной лодки и продолжались до 11 ноября 1941 года.
20 декабря «Сюркуф», вместе с тремя французскими корветами, принял участие в операции по освобождению архипелага Сен-Пьер и Микелон, остававшегося под контролем правительства «Виши». После бескровного завершения операции (на островах находился лишь персонал радиостанции, капитулировавший при появлении кораблей) лодка вернулась в Галифакс, а затем отбыла на Бермуды, невзирая на большое количество неисправностей на борту, и прибыла туда 7 февраля.

### Гибель
12 февраля 1942 года «Сюркуф» вышел в море и взял курс на Панамский канал для перехода в Тихий океан. На лодке исправно работал лишь один двигатель и она не могла развивать скорость свыше 13 узлов.
Но в Панамский канал «Сюркуф» так и не прибыл. Официальное расследование пришло к выводу, что наиболее вероятной причиной гибели подлодки было столкновение с американским сухогрузом «Томсон Лайкс» (англ. SS Thompson Lykes) в ночь на 18 февраля. Место катастрофы до сих пор не обнаружено. Если принять гипотезу о гибели «Сюркуфа» в результате столкновения с «Томсон Лайкс», то его обломки должны лежать на глубине около 3000 метров (9800 футов) в точке с координатами 10°40’N 79°32’W. Однако эта точка морского дна все ещё не исследована при помощи подводных аппаратов и точное место гибели «Сюркуфа» нельзя считать установленным.
С кораблём пропали без вести 127 французских и 3 британских моряков.

## Оценка проекта
Подлодка была оснащена башней с двумя орудиями калибром 8 дюймов. Предполагалось вести артиллерийский огонь по врагу в полупогруженном положении, когда над поверхностью воды возвышаются только жерла орудий, а сам корпус подлодки остается под водой. Однако при использовании этой тактики артиллерийская башня начинала пропускать воду. Также все детали подлодки (даже болты и гайки) имели нестандартные для США и Британии метрические размеры, поэтому вместо снабжения с заводов каждую деталь приходилось изготавливать отдельно. Офицер связи союзнических сил Фрэнсис Бойер назвал «Сюркуфа» «гигантским подводным чудовищем», непригодным для выполнения боевых задач.
Памятник пропавшему без вести в море экипажу «Сюркуфа» установлен на берегу океана в городе Гринок (Шотландия).